# Education Cannot Wait
Education Cannot Wait (Bildung kann nicht warten) ist ein weltweiter Fonds unter der Verwaltung der UNICEF, um die Bereitstellung von Bildung in Notsituationen zu gewährleisten. Eingebunden sind Regierungen, humanitäre Akteure und Entwicklungsorganisationen, um eine kollaborative und schnelle Reaktion auf die Bildungsbedürfnisse von Kindern und Jugendlichen, die von Krisen betroffen sind, bereitzustellen.
Ziel des Fonds ist es, bis zum Jahr 2030 alle krisenbetroffenen Kinder und Jugendlichen mit sicherer, freier und qualifizierter Bildung zu erreichen. Der Fonds wurde am World Humanitarian Summit, der am 23. und 24. Mai 2016 in Istanbul stattfand, gegründet. Zahlreiche Staaten haben das entsprechende Dokument unterzeichnet.
Bisherige Stifter sind: Dubai Cares, Europäische Union, Niederlande, Norwegen, United Kingdom Department for International Development und die Vereinigten Staaten.